# 117 до н. е.

## Народились
- Птолемей XII — правитель Єгипту в 80-51 роках до н. е.

## Померли
- Сима Сянжу — китайський державний діяч, поет, музикант.